# 肥爪駿
肥爪 駿（ひづめ しゅん、1999年1月28日 - ）は、ラグビーユニオンの選手。

## 略歴
兵庫県出身。
2017年、神戸科学技術高校卒業後、九州共立大学に入学。
2020年、九州共立大学ラグビー部の副将に就任。
2021年、三重ホンダヒートに加入。
2023年3月12日に行われたJAPAN RUGBY LEAGUE ONE第8節清水建設江東ブルーシャークス戦にて途中出場でリーグワン公式戦初出場を果たした。
2025年5月31日、三重ホンダヒート退団を発表。